# NASCAR Winston Cup de 1977
A Temporada da NASCAR Winston Cup de 1977 foi a 29º edição da Nascar, com 30 etapas disputadas o campeão foi Cale Yarborough.

## Calendário
| N. | Data   | Corrida                 | Circuito                        | Campeão         | Segundo         | Terceiro        |
| 1  | 16-jan | Winston Western 500     | Riverside International Raceway | David Pearson   | Cale Yarborough | Richard Petty   |
| 2  | 20-feb | Daytona 500             | Daytona International Speedway  | Cale Yarborough | Benny Parsons   | Buddy Baker     |
| 3  | 27-feb | Richmond 400            | Richmond International Raceway  | Cale Yarborough | Darrell Waltrip | Benny Parsons   |
| 4  | 13-mrt | Carolina 500            | Rockingham Speedway             | Richard Petty   | Darrell Waltrip | Donnie Allison  |
| 5  | 20-mrt | Atlanta 500             | Atlanta Motor Speedway          | Richard Petty   | David Pearson   | Cale Yarborough |
| 6  | 27-mrt | Gwyn Staley 400         | North Wilkesboro Speedway       | Cale Yarborough | Richard Petty   | Benny Parsons   |
| 7  | 3-apr  | Rebel 500               | Darlington Raceway              | Darrell Waltrip | Donnie Allison  | Richard Petty   |
| 8  | 17-apr | Southeastern 500        | Bristol Motor Speedway          | Cale Yarborough | Dick Brooks     | Richard Petty   |
| 9  | 24-apr | Virginia 500            | Martinsville Speedway           | Cale Yarborough | Benny Parsons   | Richard Petty   |
| 10 | 1-mei  | Winston 500             | Talladega Superspeedway         | Darrell Waltrip | Cale Yarborough | Benny Parsons   |
| 11 | 7-mei  | Music City USA 420      | Music City Motorplex            | Benny Parsons   | Cale Yarborough | Darrell Waltrip |
| 12 | 15-mei | Mason-Dixon 500         | Dover International Speedway    | Cale Yarborough | David Pearson   | Richard Petty   |
| 13 | 29-mei | World 600               | Charlotte Motor Speedway        | Richard Petty   | David Pearson   | Benny Parsons   |
| 14 | 12-jun | NAPA 400                | Riverside International Raceway | Richard Petty   | David Pearson   | Cale Yarborough |
| 15 | 19-jun | Cam 2 Motor Oil 400     | Michigan International Speedway | Cale Yarborough | Richard Petty   | Benny Parsons   |
| 16 | 4-jul  | Firecracker 400         | Daytona International Speedway  | Richard Petty   | Darrell Waltrip | Benny Parsons   |
| 17 | 16-jul | Nashville 420           | Music City Motorplex            | Darrell Waltrip | Bobby Allison   | Richard Petty   |
| 18 | 31-jul | Coca-Cola 500           | Pocono Raceway                  | Benny Parsons   | Richard Petty   | Darrell Waltrip |
| 19 | 7-aug  | Talladega 500           | Talladega Superspeedway         | Donnie Allison  | Cale Yarborough | Skip Manning    |
| 20 | 22-aug | Champion Spark Plug 400 | Michigan International Speedway | Darrell Waltrip | David Pearson   | Benny Parsons   |
| 21 | 28-aug | Volunteer 400           | Bristol Motor Speedway          | Cale Yarborough | Darrell Waltrip | Benny Parsons   |
| 22 | 5-sep  | Southern 500            | Darlington Raceway              | David Pearson   | Donnie Allison  | Buddy Baker     |
| 23 | 11-sep | Capital City 400        | Richmond International Raceway  | Neil Bonnett    | Richard Petty   | Benny Parsons   |
| 24 | 18-sep | Delaware 500            | Dover International Speedway    | Benny Parsons   | David Pearson   | Cale Yarborough |
| 25 | 25-sep | Old Dominion 500        | Martinsville Speedway           | Cale Yarborough | Benny Parsons   | David Pearson   |
| 26 | 2-okt  | Wilkes 400              | North Wilkesboro Speedway       | Darrell Waltrip | Cale Yarborough | Neil Bonnett    |
| 27 | 9-okt  | NAPA National 500       | Charlotte Motor Speedway        | Benny Parsons   | Cale Yarborough | David Pearson   |
| 28 | 23-okt | American 500            | Rockingham Speedway             | Donnie Allison  | Richard Petty   | Darrell Waltrip |
| 29 | 6-nov  | Dixie 500               | Atlanta Motor Speedway          | Darrell Waltrip | David Pearson   | Benny Parsons   |
| 30 | 20-nov | Los Angeles Times 500   | Ontario Motor Speedway          | Neil Bonnett    | Richard Petty   | Cale Yarborough |

## Classificação final - Top 10
| 1  | Cale Yarborough   | 5000 |
| 2  | Richard Petty     | 4614 |
| 3  | Benny Parsons     | 4570 |
| 4  | Darrell Waltrip   | 4498 |
| 5  | Buddy Baker       | 3961 |
| 6  | Dick Brooks       | 3742 |
| 7  | James Hylton      | 3476 |
| 8  | Bobby Allison     | 3467 |
| 9  | Richard Childress | 3463 |
| 10 | Cecil Gordon      | 3294 |